# Combat America
Pour plus de détails, voir Fiche technique et Distribution.
 Combat America (Adventure) est un documentaire américain réalisé pendant la seconde guerre mondiale et narré par Clark Gable. Au moment de la réalisation du film, Gable était premier lieutenant dans la 8th Air Force. Stationné en Angleterre, Gable participa à cinq missions de combat entre le 4 mai et le 23 septembre 1943. Au cours de l’une d’entre elles, sa botte a été frappée par un obus anti-aérien et il a été la cible de canons anti-aériens. L’équipe du film inclut les caméraman Andrew J.McIntyre, Robert Boles et Marlin Toti, l’ingénieur du son Howard Voss et le scénariste John Mahin.
Combat America était conçu pour être un film de recrutement pour des artilleurs aériens. Mais au début du tournage, le besoin en artilleur avait baissé. Le film fut achevé comme récit des combats aériens au-dessus de l’Europe occupée et comme témoignage du personnel navigant et du personnel au sol de la 8th Air Force.

## Synopsis
En 1943, en préparation d’un déploiement à l’étranger, 400 pilotes et 3600 hommes d’équipage du 351 groupe bombardier se rassemblent sur une base aérienne du Colorado. A leur arrivée en Angleterre, ils sont accueillis par la Royal Air Force et commencent leur entrainement, notamment en assistant à des conférences sur la sécurité. Leur première mission nécessite un décollage à 15 secondes d’intervalle.
Leur première mission est un succès du fait du retour des vingt B17. Les missions se suivent avec parfois des pertes d’avion. Des aviateurs blessés sont soignés dans un hôpital tout proche. Les équipes au sol travaillent parfois d’arrache-pied pour remettre les avions en état.
Les hommes participent également à diverses activités, jeux, délassement et culte. Bob Hope vient pour les délasser. La Croix-Rouge fournit du repos et du délassement. Au cours de défilés, les commandants remettent des médailles récompensant un service exceptionnel.
La 351e participe à une mission importante en Allemagne et après 3 heures de vol, l’escorte des B17 rebrousse chemin. Les bombardiers se rapprochent de leur cible mais des avions de chasse ennemis apparaissent et l’artillerie anti-aérienne se met en branle. Après une longue bataille, la 351e revient à sa base et se prépare à continuer le combat.

## Fiche technique
- Titre : Combat America
- Titre original : Combat America
- Réalisation :
- Scénario : John Lee Mahin
- Société de production : First Motion Picture Unit
- Musique : Herbert Stothart
- Photographie : Robert Boles, Andrew J. McIntyre, Merlin Toti
- Pays d'origine : États-Unis
- Format : Couleur
- Genre : Documentaire
- Durée : 62 minutes
- Dates de sortie : États-Unis : Janvier 1945

## Distribution
- Clark Gable : lui-même / artilleur
- General Henry Harley Arnold : lui-même /  Commandant,
- General Ira C. Eaker : lui-même / Commandant de la 8th Air Force
- Bob Hope : lui-même
- Frances Langford :  elle-même
- Jack Pepper : lui-même
- Tony Romano : lui-même
- William A. Hatcher : lui-même / Général
- Philip J. Hulse : lui-mêm  / Canonnier de tourelle
- Kenneth L. Hulls : lui-même / Canonnier de tourelle
- Theodore R. Geropolis : lui-même / Pilote
- Robert Wallace lui- : même / Pilote
- Daniel F. Stevens lui-même / Bombardier
- Paul J. Postias : lui-même / Canonnier de tourelle
- Tim Tuchet : lui-même / Canonnier
- "Ace" Akins : lui-même
- Pete Provenzale : lui-même

## Autour du film
En 1942, après la mort de sa femme, Carol Lombard, Clark Gable rejoint l’armée de l’air américaine. Le général Henry Harley Arnold lui offre une affectation spéciale dans l’artillerie aérienne. Cette mission consistait à tourner un film pour promouvoir le recrutement. Gable finit son entrainement d’artilleur à la fin de janvier 1943. Après Combat America, Gable participe également à Wings Up (1943), reproduisant la formation qu’il avait suivie comme officier.